# Carolus Garnier
Charles Garnier (Parijs, gedoopt 25 mei 1605 - Fort Saint-Jean, 7 december 1649) was jezuïet, missionaris en is een rooms-katholieke heilige.

## Leven
Hij vertrok in 1636 als missionaris naar de Huronen in Nieuw-Frankrijk. Garnier viel in handen van de Iroquois bij een aanval op het fort waar hij verbleef in 1649 en kreeg  een schot in de buik en de borst en werd gedood met een tomahawk in het hoofd.

## Verering
Samen met de andere Martelaren van Noord-Amerika werd hij in 1930 heilig verklaard. Hun feestdag is op 19 oktober.
- Gemeinsame Normdatei: 118630911
- International Standard Name Identifier: 0000 0001 1585 1201
- Library of Congress Control Number: n85194072
- Virtual International Authority File: 805307
- WorldCat: E39PBJyxky6ddhFdfR373ckCcP